# Viola Bauer
Viola Bauer född 13 december 1976 i Annaberg-Buchholz i Sachsen är en tysk före detta längdskidåkare. Hon är utbildad socionom och anställd som sportsoldat i Bundeswehr.
Bauer har sex mästerskapsmedaljer varav fem som deltagare i det tyska stafettlag som vann guld såväl vid OS i Salt Lake City som vid VM i Val di Fiemme året efter. Hon avslutade sin aktiva karriär efter säsongen 2006/07.